# 1992 w informatyce
Kalendarium informatyczne 1992 roku
- luty – informatyk Mark McCahill jako pierwszy użył sformuwałowania surfing the Internet[1].
- 6 marca – pierwsze komputery zostały zainfekowane wirusem komputerowym Michelangelo[1].
- 6 kwietnia – Microsoft opublikował system operacyjny Windows 3.1[2]. W ciągu dwóch pierwszych miesięcy sprzedano ponad milion egzemplarzy[1].
- 5 maja – ukazała się gra komputerowa Wolfenstein 3D[3].
- wrzesień – Visual Basic trafił do systemu operacyjnego MS-DOS[1].
- 23 listopada – na targach COMDEX IBM zaprezentował IBM Simon, pierwszy historyczny smartfon[4].
- listopad – Veronica, pierwsza wyszukiwarka internetowa dla gophera została udostępniona na Uniwersytecie Nevada[5].
- listopad – Adobe Photoshop trafił do systemów operacyjnych Windows[1].
- 3 grudnia – za pomocą komputera osobistego Neil Papworth wysłał pierwszą wiadomość SMS[1].
- Wydano pierwszą wersję systemu operacyjnego Slackware[6].
- Na rynek trafił nośnik danych Minidisc opracowany przez Sony[1].
- IBM rozpoczął produkcję ThinkPadów[1].
- Ukazała się 32-bitowa wersja systemu operacyjnego OS/2[1].
- Intel opracował magistralę komunikacyjną Peripheral Component Interconnect[1].
- W Wielkiej Brytanii zbudowano maszynę różnicową, zaprojektowaną przez Charlesa Babbage’a w 1822 roku[7].